# DALL-E
DALL-E — нейронная сеть, созданная компанией OpenAI при финансовой поддержке Microsoft, способная генерировать высококачественные изображения, исходя из текстовых описаний на английском языке. По заявлениям ряда СМИ и экспертов в области анализа данных, данная нейронная сеть совершила значимый прорыв в области нейронных сетей.

## История
В 2019 году OpenAI получила грант в 1 млрд $ от компании Microsoft на разработку инновационных технологий в сфере искусственного интеллекта. Первая версия нейросети, использующая модель GPT-3, модифицированную для генерации изображений, была представлена сообществу 5 января 2021 года.
6 апреля 2022 года была анонсирована DALL-E 2. В новой версии программы были доработаны алгоритмы, позволяющие создавать фотореалистичные изображения, а также редактор, позволяющий вносить правки во время работы приложения. Пример работы нейронной сети продемонстрировал журнал Cosmopolitan, который использовал DALL-E 2 для создания обложки одного из выпусков своего журнала.
21 сентября 2023 года OpenAI представила DALL-E 3, которая будет интегрирована с ChatGPT, сможет лучше понимать запросы и генерировать более детальные изображения. Версия станет доступна в октябре в рамках платных подписок ChatGPT Plus и Enterprise через API.
В апреле 2024 года OpenAI объявила об отключении DALL-E 2, хотя фактически сервис перестал работать ещё в конце зимы.

## Архитектура
DALL-E использует 12-миллиардную модель GPT-3 для интерпретации данных и генерации на их основании изображения. Сама модель GPT-3 была разработана OpenAI ещё в 2018 году на основе архитектуры глубоких нейронных сетей Трансформер. Таким образом, DALL-E представляет собой мультимодальную реализацию GPT-3 с 12 миллиардами параметров, обучаемая через интернет.
Так, DALL-E сначала генерирует изображения в ответ на запрос, а CLIP (Contrastive Language-Image Pre-training), как отдельная модель, «осознаёт» и ранжирует полученные изображения. Сам CLIP был обучен на 400 миллионах пар изображений и текста, благодаря чему модель более-менее успешно определяет наиболее успешно подходящие изображения по запросу и публикует имеющиеся изображения по степени их схожести с текстовым описанием.

## Описание и характеристики
DALL-E способна генерировать изображения в самых разных визуализациях — от фотореализма до картин и эмодзи, передвигая и видоизменяя объекты на своих изображениях. Одна из способностей, отмеченная его создателями, заключалась в правильном размещении элементов дизайна в новых композициях без явных указаний: «Например, когда его попросили нарисовать Редис Дайкон, сморкающийся, потягивающий латте или катающийся на одноколёсном велосипеде, DALL·E часто рисует платок, руки и ноги в правдоподобных местах». Факт реализма и прорыва в сфере ИИ отмечали различные авторитетные издания — Input, NBC, Nature, Wired, CNN и BBC. Особенно интересно для специалистов стал тот факт, что ИИ получил некоторые навыки визуального мышления, позволившие оному пройти тест Рейвена, созданный для оценки интеллекта людей.
DALL-E характеризуется как устойчивая и крайне надёжная нейронная сеть для создания изображений различного плана. Сэм Шхед в репортаже для CNBC назвал изображения «интересными» и процитировал Нила Лоуренса, профессора машинного обучения Кембриджского университета, который назвал это «вдохновляющей демонстрацией способности этих моделей хранить информацию о нашем мире и обобщать его способами, которые для людей естественны». Шхед также процитировал Марка Ридла, доцента Технической школы интерактивных вычислений Джорджии, который сказал, что результаты демонстрации DALL-E показали, что он способен «согласованно сочетать концепции», и что «демоверсия DALL-E примечательна созданием иллюстраций, которые гораздо более связны, чем другие системы Text2Image, которые я видел за последние несколько лет». BBC также цитирует Ридля, который сказал, что он был «впечатлён тем, что система могла сделать».